# Lkhon Khol Wat Svay Andet
Lkhon Khol Wat Svay Andet là vũ kịch mặt nạ truyền thống của Campuchia được biểu diễn tại tu viện Phật giáo chùa Svay Andet. Từ "Khol" có nguồn gốc từ "Khel; tiếng Khmer: ខែល; tiếng Anh: sheild" và "Lkhon" đề cập đến vở kịch. Loại hình này là mẹ đẻ của vũ kịch mặt nạ Khon của Thái Lan (tiếng Thái:โขน) và Pra Lak Pra Lam của Lào.

## Lịch sử
Vũ kịch mặt nạ này được trình diễn trong hoàng cung, khi trình diễn các vũ công thường đeo mặt nạ, mặc trang phục piphat truyền thống. Các động tác trong Lkhol Khol là những bước nhảy, lộn, quay, động tác dưới khoát, sử dụng sức mạnh của cơ bắp nhiều, vì thế tất cả các vũ công đều là nam. Phần lớn các điệu múa mô tả các trích đoạn từ trường ca Ream Ke của Khmer (được chuyển thể từ sử thi Ramayana của Ấn Độ), vai tướng Khỉ Hanuman là vai diễn nổi bật nhất trong vở kịch.
Vũ kịch này xuất hiện từ khoảng thế kỷ thứ 10 thông qua những kí hiệu cổ tại đền Sambor Prei Kuk dưới triều đại của Vua Jayavarman V ( 968-1001 TCN)  Lakhon Khol được cho là một tác phẩm Drama theo the High Priest's Dictionary của Chuon Nath. Từ Khol được bắt gặp trong nhiều tàn tích cổ chẳng hạn như K.566-một tảng đá tại Sterng Sreng ở tỉnh Siem Reap được ghi vào cuối thế kỷ 10 với những chi tiết đề cập đến việc đeo mặt nạ múa. Loại hình này cũng được đề cập trong văn học Thái Lan Lilit Phra Lo (khoảng năm 1529) được viết trước thời đại của vua Narai Maharaj .
Dưới thời đế quốc Khmer Lkhol Khol đã được du nhập vào Thái Lan những vẫn chưa có bằng chứng xác thực. Trong triều đại của vua Jayavarman VIII, quân đội Xiêm tiến về phía tây hình thành ra Vương quốc Sukhothai. Trong khoảng thời gian tăm tối nhất mình, Campuchia gần như mất đi di sản văn hóa của họ sau những thất bại trước quân đội Xiêm. Dưới triều đại của vua Ang Duong giữa thế kỷ 19, Campuchia chịu ảnh hưởng của quân đội Xiêm. Mặc dù sau đó họ bị thực dân Pháp xâm lược vào năm 1863 thì đoàn nghệ thuật múa hoàng gia vẫn có các tiết mục biểu diễn lại vũ kịch truyền thống
Lkhon Khol xuất hiện trở lại vào thế kỷ 20 dưới thời vua Sisowath và sau đó là Norodom Sihanouk vào năm 1948 khi chiến tranh thế giới lần thứ hai kết thúc với một cuộc biểu diễn tại Kandal.
Vào ngày 28 tháng 11 năm 2018, Lkhon Khol Wat Svay Andet đã được đưa vào Danh sách Di sản văn hóa phi vật thể cần bảo vệ khẩn cấp của UNESCO.